# خولی بن یزید اصبحی
خولی بن یزید اصبحی از افراد حکومت بنی امیه بود. وی در جریان نبرد کربلا قاتل عثمان بن علی و جعفر بن علی  بود که همان سبب کشته‌شدن او شد. خولی بن یزید اصبحی  در کربلا در هنگام به زمین افتادن حسین بن علی بعد از نبرد خواست که سر وی را ببرد اما دستش لرزید سپس سَنان بن اَنَس بر او داد زد و خودش سر حسین بن علی را از تن جدا کرد و به وی داد تا  سر بریده حسین بن علی از کربلا به کوفه نزد ابن زیاد بیاورد. او سرانجام در سال ۶۶ هجری در کوفه در قیام مختار توسط بن کامل شاکریَ کشته شد.